# Polizeioberrat

Rangabzeichen: Zwei goldfarbene Sterne auf einer dunkelblauen oder schwarzen Schulterklappe.

Als Polizeioberrat wird in Deutschland ein Polizeibeamter im höheren Dienst bezeichnet.

## Aufgaben
Polizeioberräte werden in folgenden Bereichen eingesetzt:
- Leitung einer Dienststelle (meist einer größeren Dienststelle mit höherer Zuständigkeit)
- Leitung einer Polizeieinheit
- Pressesprecher für die gesamte Polizei einer Großstadt
- Leitung einer polizeilichen Einrichtung
- Leitung besonderer polizeilicher Einrichtungen
- Leitung eines polizeilichen Bereiches in einem Großstadtpräsidium
- Vertreter der Fachbereichs- oder Direktionsleitung (wenn diese als Leitender Polizeidirektor oder Polizeidirektor eingestuft ist)
- Dozent/in für polizeiwissenschaftliche Fächer an einer Fachhochschule für öffentliche Verwaltung bzw. Polizeiakademie

### Zuständigkeiten
- Regelung des Einsatzes von Polizeikräften
- Organisation und Einsatzplanung
- Verantwortung für die technische Ausrüstung und die untergebenen Kolleginnen und Kollegen

## Dienstkleidung
Ein Polizeioberrat trägt Schulterklappen mit zwei goldenen Sternen, ein weißes oder blaues Hemd und eine Dienstmütze mit einer dicken goldfarbenen Kordel.

## Besoldung
Die Besoldung erfolgt in der Besoldungsgruppe A 14.